# Samothráki (kommunhuvudort i Grekland)
Samothráki är en kommunhuvudort i Grekland.   Den ligger i prefekturen Nomós Évrou och regionen Östra Makedonien och Thrakien, i den nordöstra delen av landet, 300 km nordost om huvudstaden Aten. Samothráki ligger 275 meter över havet och antalet invånare är 719. Den ligger på ön Samothrace Island.
Terrängen runt Samothráki är varierad. Havet är nära Samothráki åt nordväst. Runt Samothráki är det glesbefolkat, med 14 invånare per kvadratkilometer. Närmaste större samhälle är Kamariótissa, 4,0 km väster om Samothráki. == Kommentarer ==
1. ↑  Framräknat ur höjduppgifter (DEM 3") från Viewfinder Panoramas.[2] Mer om algoritmen finns här: Användare:Lsjbot/Algoritmer.
2. ↑  Framräknat ur variansen i alla höjduppgifter (DEM 3") från Viewfinder Panoramas, inom 10 km radie.[2] Mer om algoritmen finns här: Användare:Lsjbot/Algoritmer.